# 中島町 (広島市)

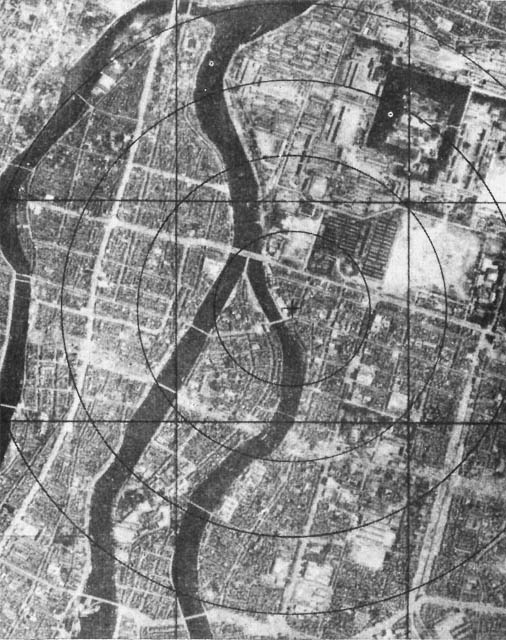
原爆投下前の広島市中央部（航空写真） / 同心円の中心が爆心地であり、現在の中島町は元安川を隔てて至近距離に位置している。

中島町（なかじまちょう）は、広島市中区の中心部に位置する町であり、広島平和記念公園の所在地として知られる。中国地方や九州で中島は清音のなかしまと読む人名・地名が多いが、こちらはなかじまと濁音である。
この項目では主として、かつて繁華街であった中島町（旧町名は中島本町（なかじまほんまち）・材木町（ざいもくちょう）・天神町（てんじんまち / てんじんちょう）・元柳町（もとやなぎちょう）・木挽町（こびきちょう）・中島新町（なかじましんまち）の6町）の歴史について述べる。

## 概要と地理
中島町は元安川と旧太田川（本川、ほんかわ）の分岐点に位置し、現在町域の大半（平和大通り以北）は広島平和記念公園（平和公園）となっているが、原爆投下まで広島でも有数の繁華街の一つであった。
この地区の北端に架かる相生橋は全国でも珍しいT字橋として知られている。また南は加古町、東は元安川を挟んで大手町、西は本川を挟んで本川町・猫屋町・堺町・土橋町・河原町に接する（以上、すべて中区内）。

## 歴史

### 藩政期から明治期まで
中島地区は、毛利輝元による広島築城以来の町人町で、2つの川の分岐点に位置することから、藩政期には太田川上流の芸北地域と広島湾とを結ぶ水運による物産集散地となり、また西国街道（山陽道）がこの地区の中ほどを横断していた（現在の中島本通）。明治期に移行してもこの界隈は広島随一の盛り場の地位を譲らず、加えて1889年の市制施行により中島新町に市役所が置かれていたため、1878年以降県庁が設置されていた隣の水主町（現・中区加古町）と併せこの近辺の地区は県政・市政の中心部としての位置を占めていた。また明治後期になると元柳町の（旧）広島銀行本店や中島本町の住友銀行広島支店など、多くの金融機関がこの地区に立地しており、元安川対岸の大手町通りと並ぶ金融街を形成していた。

### 大正・昭和戦前期
中島町界隈の繁栄にいくぶんか翳りが生じるようになるのは、大正期以降である。これより先、1894年の山陽鉄道（現・JR西日本山陽本線）開通で、市域全体から見ると東のはずれの位置にある松原町に広島駅が開業、ついで1912年、旧広島城外壕を埋め立てて広島駅と相生橋東詰（現在の「原爆ドーム前」電停。当時は「櫓下」と呼ばれた）を結ぶ市内電車線（現・広島電鉄）が開通すると、市内のメインストリートは電車通りに沿って次第に東に移るようになり、本通（電車通り以東）、紙屋町、八丁堀などが新たな繁華街として台頭した。さらに1921年八丁堀の南に新天地歓楽街（現・中区新天地）が開発された結果、市街地の中で中島町界隈が商業・娯楽地区として占める地位は次第に低下していくこととなった。そのため、この地区に置かれていた主要金融機関の本店・支店は昭和初期までに紙屋町・八丁堀方面の新店舗へと次第に移転していった。また中島新町の市役所も昭和初期の市域拡大にともない手狭になることが予想されたため、1928年現在地の国泰寺町の新庁舎に移転した。しかし中島地区は映画や洋食などモダンな文化を発信する街としてはなお健在であり、古い歴史を持つ広島有数の盛り場として栄えた。戦前期広島の繁華街を象徴する「すずらん灯」は中島本通にも設置され、夜の街並みを彩った。
しかし第二次世界大戦期に入り経済統制によって市内の盛り場全般が寂れるようになると、この地区でもほとんどの喫茶店・映画館が営業困難になり閉店をよぎなくされた。さらに戦争末期には空襲が予想されたため住民の疎開が相次ぎ、また地区の南端（天神町南組および木挽町・中島新町の南半）では防災のための強制建物疎開が実施され、おおかたの建造物が取り壊されていた（この実施区域が第二次世界大戦後の戦災復興計画により平和大通りとなった）。

### 原爆による壊滅から現在まで
1945年8月6日の原爆投下によって広島は甚大な被害を受けたが、当時約1300世帯・約4400人が暮らしていた中島地区はほぼ全域が爆心半径500メートルの同心円内に入っており、街も住民も一瞬のうちに消滅した。また当日はこの地区で建物疎開作業が行われていたため、勤労奉仕で動員され中島本町・材木町の集合場所（爆心地からおおむね500 - 600メートル）に集まっていた学徒（県立二中・市立高女・市立造船工業学校）や近郊地区（安佐郡川内村など）からの義勇隊員もほとんどが全滅した。
戦後の焼け跡には、被爆当日たまたま自宅を離れていたために生き残ったわずかな住民を含む人々が、400戸にのぼるバラックを建て居住していた。しかしほどなくしてこの地区に「中島公園」として市民公園の建設が計画され、最終的には1950年広島平和記念公園および平和大通りが作られた（この際、被爆時の地面に盛り土がなされた）ため、旧住民のほとんどは立ち退きをよぎなくされた。しかし1960年代になると、彼らのなかから、瞬時のうちに消滅した町と住民を追悼するとともに、古くからの盛り場として、またモダン文化の拠点として中島地区が栄えていたことを懐かしみ、被爆前の街並みのありようや被爆の実相を記録に止めておきたいという動きが出てきた。この運動の成果は「爆心地復元調査」としてまとめられた（その後現在に至るまで復元調査は対象地区を拡大しつつ進行しており、中国新聞などの協力でより精密な復元地図が作製されている）。
戦後久しくこの一帯において戦前の界隈の名残を伝えていたのは、原爆に耐え焼け残ったレストハウス（旧「大正屋呉服店」）以外には、公園内の街路として残された中島本通、古刹・慈仙寺の跡地に残された墓石の残骸、および旧町民が跡地に建てたいくつかの慰霊碑だけであった。しかし2008年8月、平和公園内に旧中島本町・天神町・材木町・元柳町それぞれの戦前の街並み（当時撮影された写真画像も含まれる）を紹介する説明板が新たに設置されている。

## 旧町名と地誌
中島町界隈を構成する旧6町（旧町名で中島本町・材木町・天神町・元柳町・木挽町・中島新町）の成立はいずれも藩政期（一部はそれ以前の毛利氏支配時代）まで遡るが、当時は「中島組」にまとめられ広島城下の町分「五組」の一つに数えられていた（『知新集』）。なお「中島」の名は本川と元安川に挟まれた三角州の島の名に由来する。
1965年4月の町名改正によって旧町名は消滅し、旧水主町の一部と併せて現町名「中島町（なかじまちょう）」に統合された。また先述の通り旧中島本町・旧材木町・旧元柳町は全域が平和記念公園として整備されたが、旧天神町・旧木挽町の南半分および旧中島新町の大部分は平和大通りとなるか、それ以南の市街地（現・中島町内）として残っている。

### 中島本町
元安川と本川に挟まれたデルタの北端地区で、特にその先端部分を「慈仙寺鼻」と称した。毛利氏による広島築城当時からの町で、町名は中島の本通りであることに由来する。この町の北端には、T字型の橋として有名な（原爆の投下目標ともなった）相生橋が架けられた。町域のほぼ中ほどを中島本通商店街（旧西国街道）が横断し、映画館・カフェー・ビリヤード場などの娯楽施設や、銀行支店などの商業・金融施設が集中する中島地区の中核であった。原爆の犠牲になった町民は458人。原爆供養塔、原爆の子の像、平和の灯はこの旧町域に建設されている。また1956年には中島本町会により、跡地に「平和乃観音像（中島本町町民慰霊碑）」が「中島本町被爆復元地図」とともに建立されている。

### 材木町
中島本町の南に隣接し、東側の天神町と西側の元柳町に挟まれた地区で、「職人の町」として知られた。町名はかつてこの町に多くの材木商が住み、太田川上流から筏・荷船などで運ばれた木材の集散地となっていたことにちなむ。大正以後、陸上交通が急速に開けたため集散地としてさびれたが、誓願寺を始めとして寺院の多く立ち並ぶ下町の住宅街として知られていた。被爆当日にはこの町内で建物疎開作業が行われていたため、焼け跡には犠牲となった多くの動員学徒の遺体が散乱していたと伝えられている。旧町域全体が平和記念公園として整備され、平和記念資料館西館、広島国際会議場、芝生広場、原爆慰霊碑など平和公園の主要施設の大半はこの旧町域に建設されている。1957年には旧住民たちが自然石で「材木町跡」とのみ刻んだ碑を建立（位置は旧天神町北組内）した。

### 天神町

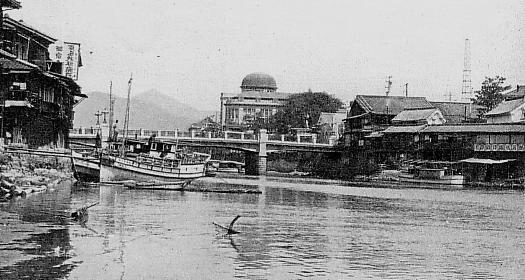
下流から見た県産業奨励館（現・原爆ドーム）および元安橋（1930年頃） / 左側（西側）が当時の天神町界隈。

中島本町の南に隣接する元安川沿岸の地区で、古くは「舟町」（船町）と称されていたが、広島築城のさい毛利氏が吉田からこの地に天神社を勧請したことから天神町と呼ばれるようになり、元安川に架かる新橋（後出）を境に「北組」「南組」に分けられていた。病院・旅館などが軒を連ねる町で、2005年放送のTBS制作ドラマ「広島 昭和20年8月6日」はこの町に存在していたという架空の軍用旅館を舞台として設定している。被爆直前の強制建物疎開により「南組」の大部分は建造物が撤去されていた。現在、旧町域のうち北組は平和記念公園として整備され、平和記念資料館東館、原爆死没者追悼平和記念館が建設されているが、南組は大部分が平和大通りとなり、それ以外が市街地（現・中島町内）となっている。1973年には旧住民・町内会により「旧天神町北組慰霊碑」および同「南組慰霊碑」が建立された（北組慰霊碑は平和公園内、南組慰霊碑は平和大通り南側の緑地に所在）。

### 元柳町
中島本町の南に隣接する本川沿岸の地区で、広島築城当時からの町である。町名は川の土手に柳の大木があったことに由来し、元来「柳町」を称していたがその後、東柳町（現在の南区稲荷町）が開かれたことで元柳町と称するようになった。問屋街として知られ、川岸にはかき船が係留されていた。旧町域全体が平和記念公園として整備された。

### 木挽町
材木町の南に隣接する地区で、広島築城当時は木挽小屋がある畑地であったことから、のちの中島新町と併せ「中島地方」（なかじまじがた）と称され、天和年間（17世紀末）頃に「木挽町」として独立した。材木町と同じくかつての材木の集散地であり、のちに住宅街となった。建物疎開により被爆時には街並みの大半が撤去されていたが、戦後この撤去区域の一部が平和大通りとなり、旧町域のごく一部が市街地（現・中島町内）として残っている。

### 中島新町
元柳町の南に隣接する本川沿岸の地区。築城当時は木挽町と併せて中島地方と称され、天和年間頃に中島新町として独立した。町名は新たに開発された町であることに由来する。1882年、町内の旧広島藩米倉の跡地に広島区役所が建てられ、1889年の市制施行により市役所に昇格、市会議事堂が併設された。これらが1928年国泰寺町に移転するまで町は市政の中心地となっていた。木挽町と同様建物疎開により被爆時には街並みの大半が撤去されており、戦後この撤去区域の一部が平和大通りとなったが、旧町域のほとんどは市街地（現・中島町内）として残っている。

## 現在の主要施設

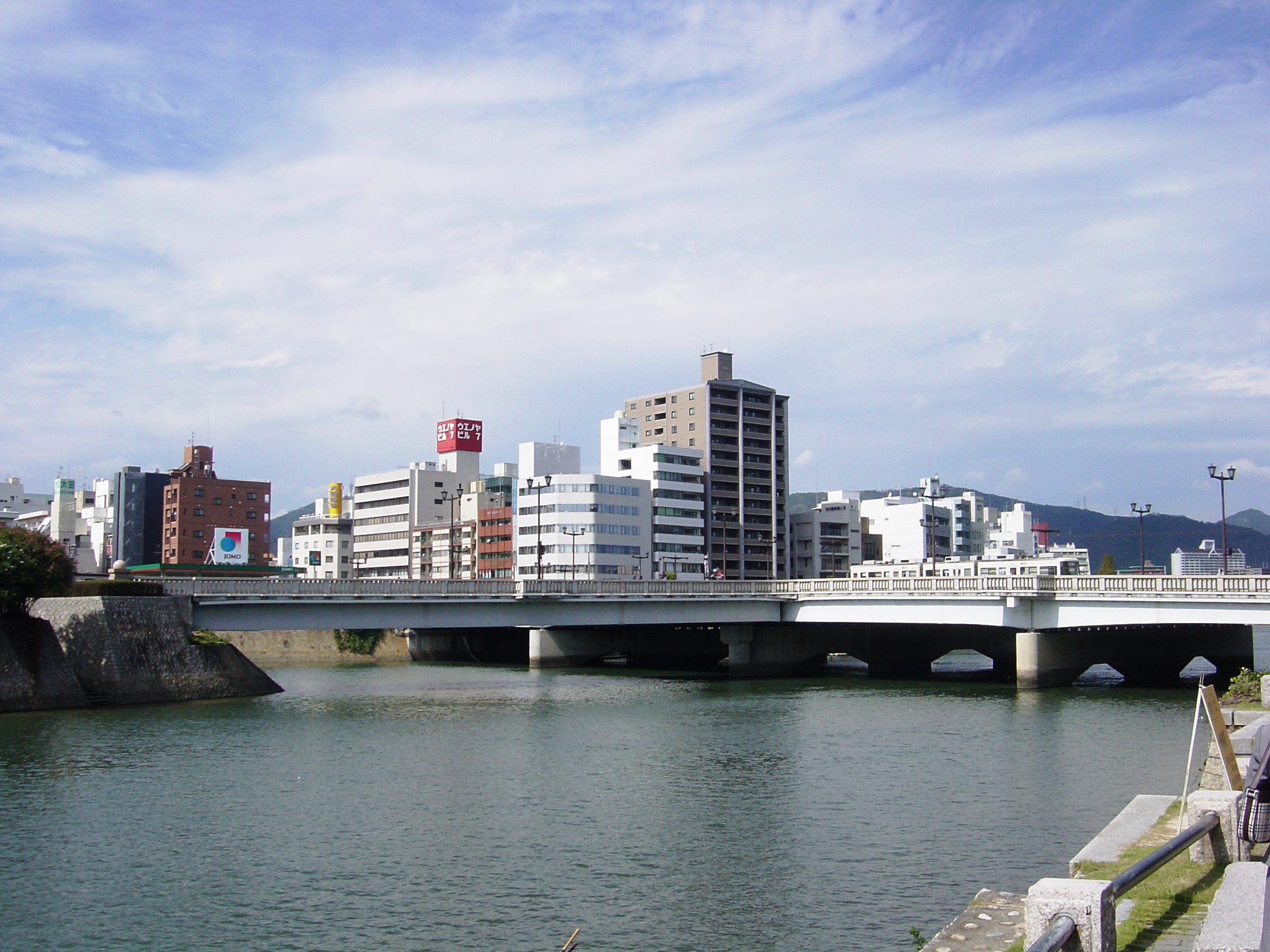
相生橋 - 原爆ドームより2005年10月撮影

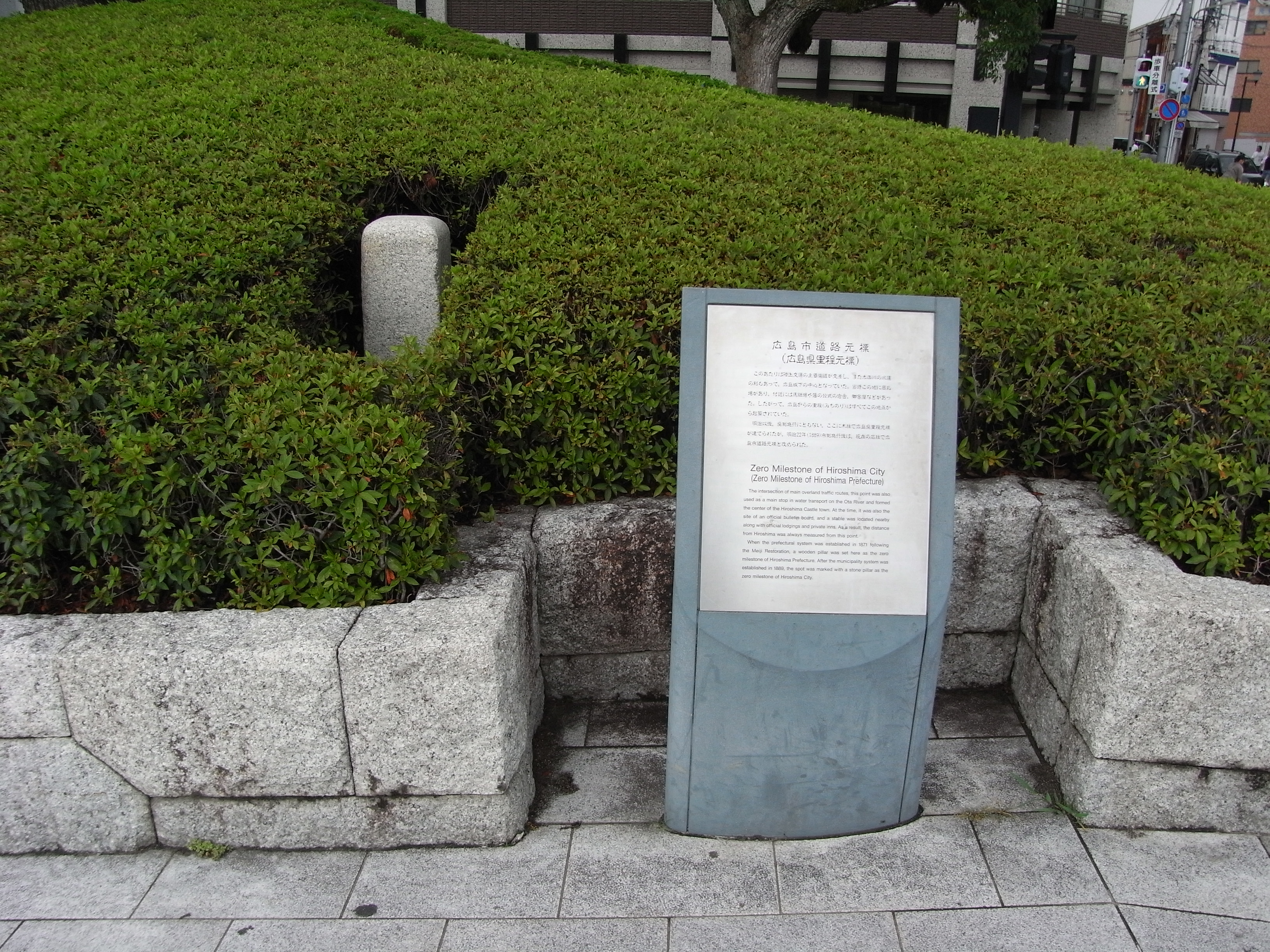
元安橋東詰に現場保存されている、旧「広島市道路元標」（奥）および元標所在地であったことを説明する碑（手前） - この付近がかつて広島城下・広島市の交通の中心であったことを示している

### 平和公園内（平和大通り以北）
- 広島平和記念公園 - 旧町名では中島本町、天神町、材木町、元柳町、木挽町、中島新町の町域にほぼ相当する。詳細は当該項目参照。
- 広島平和記念資料館
- 広島国際会議場
- 国立広島原爆死没者追悼平和祈念館
- レストハウス（画像参照） - 元安橋西詰、中島本通の東端南側に位置し、建築時の名称は「大正屋呉服店」（被爆時には「燃料会館」と改称）。中島地区（旧中島本町）に唯一残された第二次世界大戦以前からの建造物である。
- 平和の観音像（中島本町町民慰霊碑）・「材木町跡」の碑・旧天神町北組慰霊碑・旧天神町南組慰霊碑 - それぞれ旧町域の跡地に建立されている。平和の観音像の碑文は当時の市長の渡辺忠雄により書かれ、観音像の横には当時の中島本町の地図の碑も整備されている。公園内およびその近辺には他に、8月6日当日この地区の建物疎開に動員され被爆死した中学（県立二中・市立造船工業）・高女（市立高女）の生徒、郊外地区（安佐郡川内村）の義勇隊員などの慰霊碑が林立している。

### 平和公園外（平和大通り以南）
- 医療法人あかね会土谷総合病院・中島土谷クリニック
- 広島工業大学広島校舎 - 学校法人鶴学園が経営する広島工業大学のサテライトキャンパス。2000年から2011年まで、同学園が運営するデネブ高等学校の事務局も置かれていた。
- 石光寺 - 天台宗寺門派。桜の名所として知られる。
- 善福寺 - 浄土真宗本願寺派。福島正則時代に広瀬村（現在の中区広瀬）から移転した。隣接する炭蔵小路には文政年間広島藩の米倉が設置され、明治以降は市役所が置かれた。
- 広島市役所中島町庁舎
- 中島保育園
- ニッセイ平和公園ビル
- 日本メナード化粧品広島支店
- 広島LAW&BUSINESS専門学校
- バッケンモーツアルト中島店
- ワイルドマンベーグル

### 道路・橋梁
- 平和大通り・平和大橋・西平和大橋 （広島市道比治山庚午線）- 平和大通りは被爆直前の中島新町、木挽町、天神町南組の建物疎開地域で更地となっていた区域の一部を東西に貫き建設され、元安橋と本川にも2つの橋が新たに架けられた。
- 広島市道中島吉島線  - 平和公園前交差点から南吉島の広島市中環境事業所へ至る道路。
- 相生橋（あいおいばし / 画像参照）  - 1877年に中島地区の北端の「慈仙寺鼻」から元安川と旧太田川（本川）の両岸に向かって架橋され、その後複雑な経緯をたどり38年までに現在のようなT字形の橋となった（詳細な経緯は当該項目参照）。
- 元安橋 - 毛利氏統治時代以来の古い橋で、藩政時代には元安川に唯一架けられた西国街道筋の橋であった。被爆時の橋は1926年に架け替えられた橋で、戦後も長く使用されてきたが、1992年に26年建設時のデザインを模して新たに架け替えられた。元安川の名はこの橋に由来する。
- 本川橋 - 上に同じく毛利氏統治時代以来の古い橋で、藩政時代においては本川に唯一架けられた街道筋の橋であった（当初は架橋者にちなみ「猫屋橋」とも呼ばれた）。被爆時の橋は1897年にアーチ橋として架け替えられたもので、1945年9月の枕崎台風で落橋した。この際残った橋脚を利用して1949年に架け替えられたものが現在の橋である。

## 原爆投下まで存在した施設

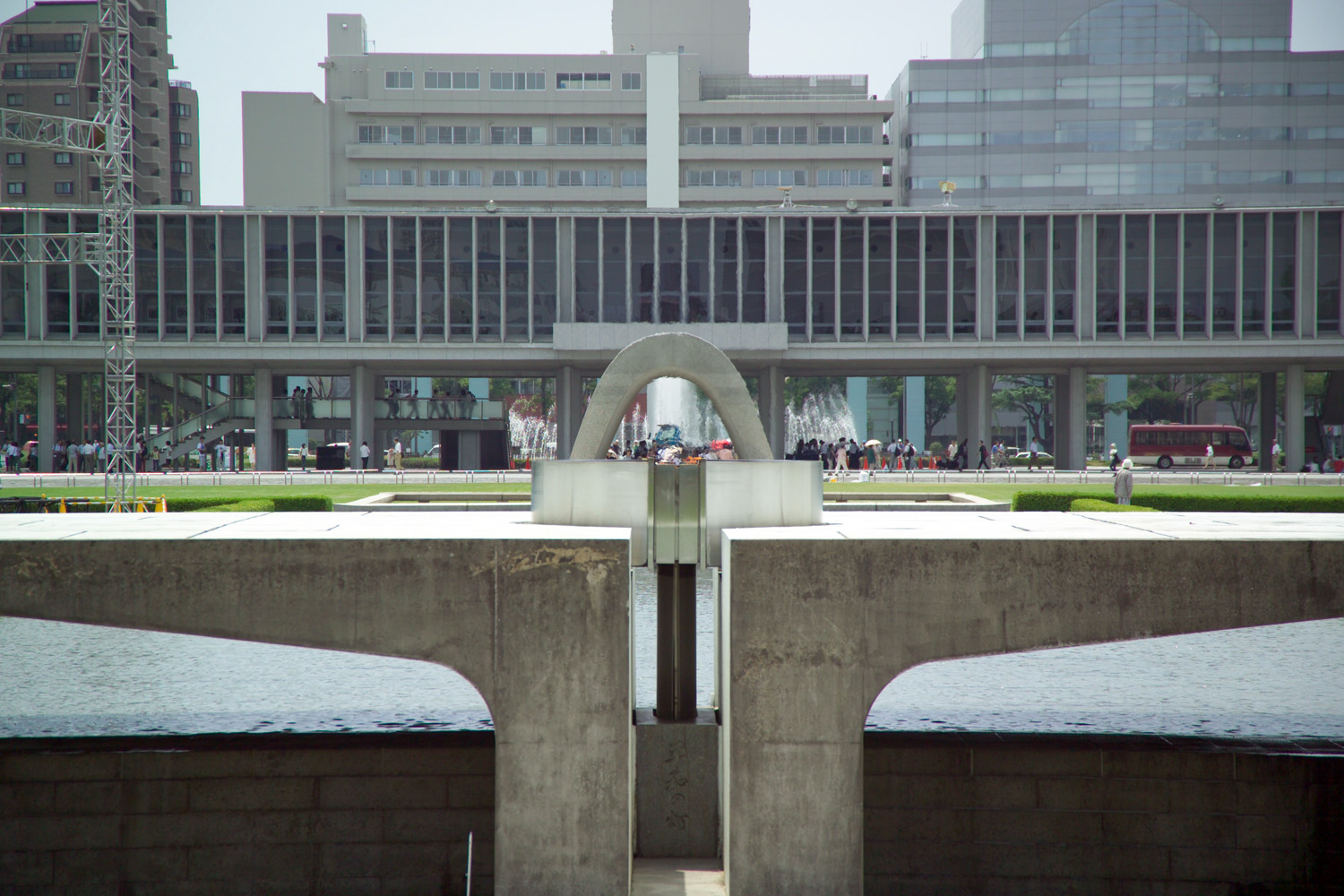
平和の灯 - このあたりにかつて中島集産場（「灯」の南東。写真では上手左側）に入る小径があった。

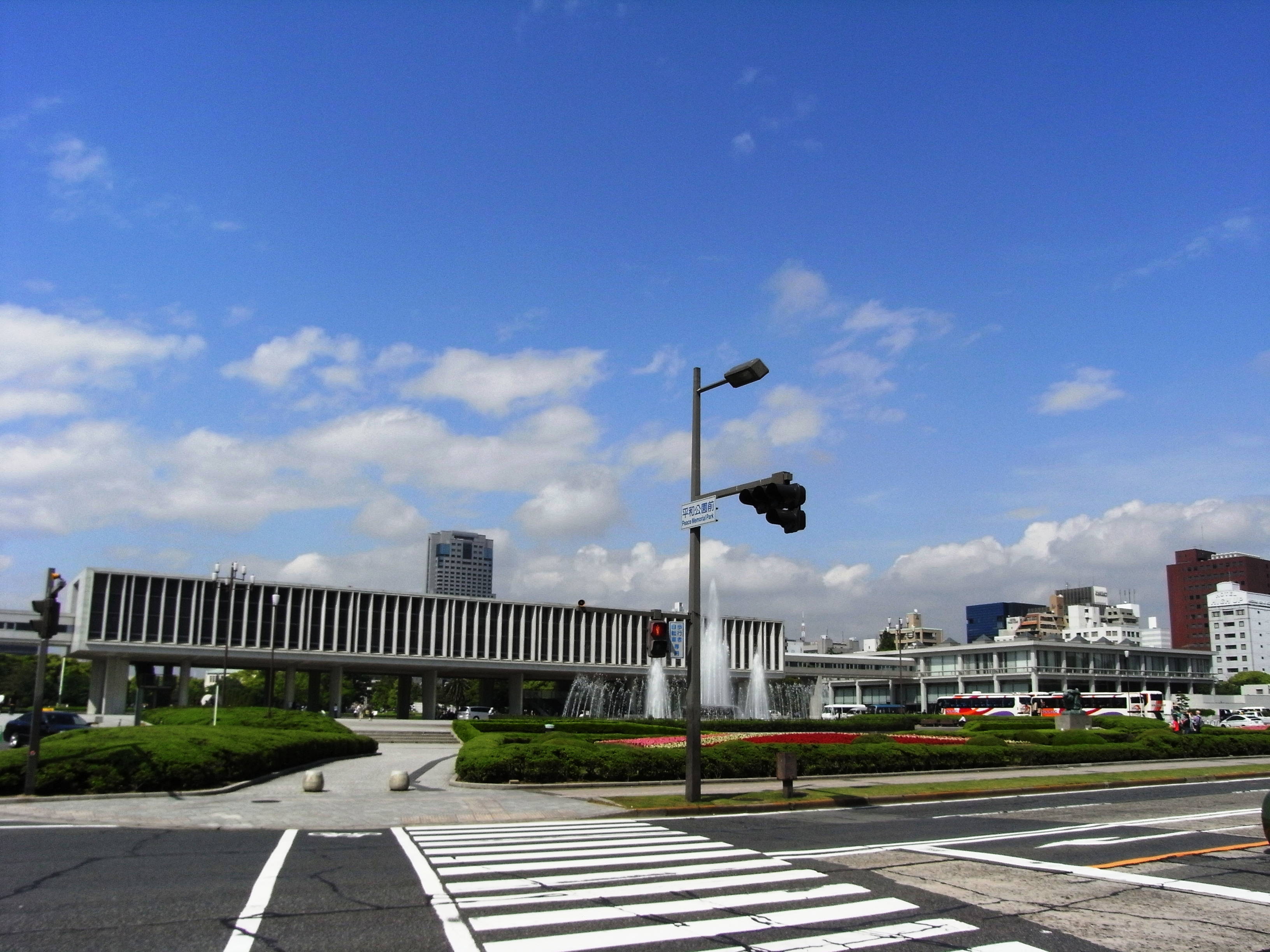
平和記念資料館西館南側の広場 - かつての誓願寺境内である。

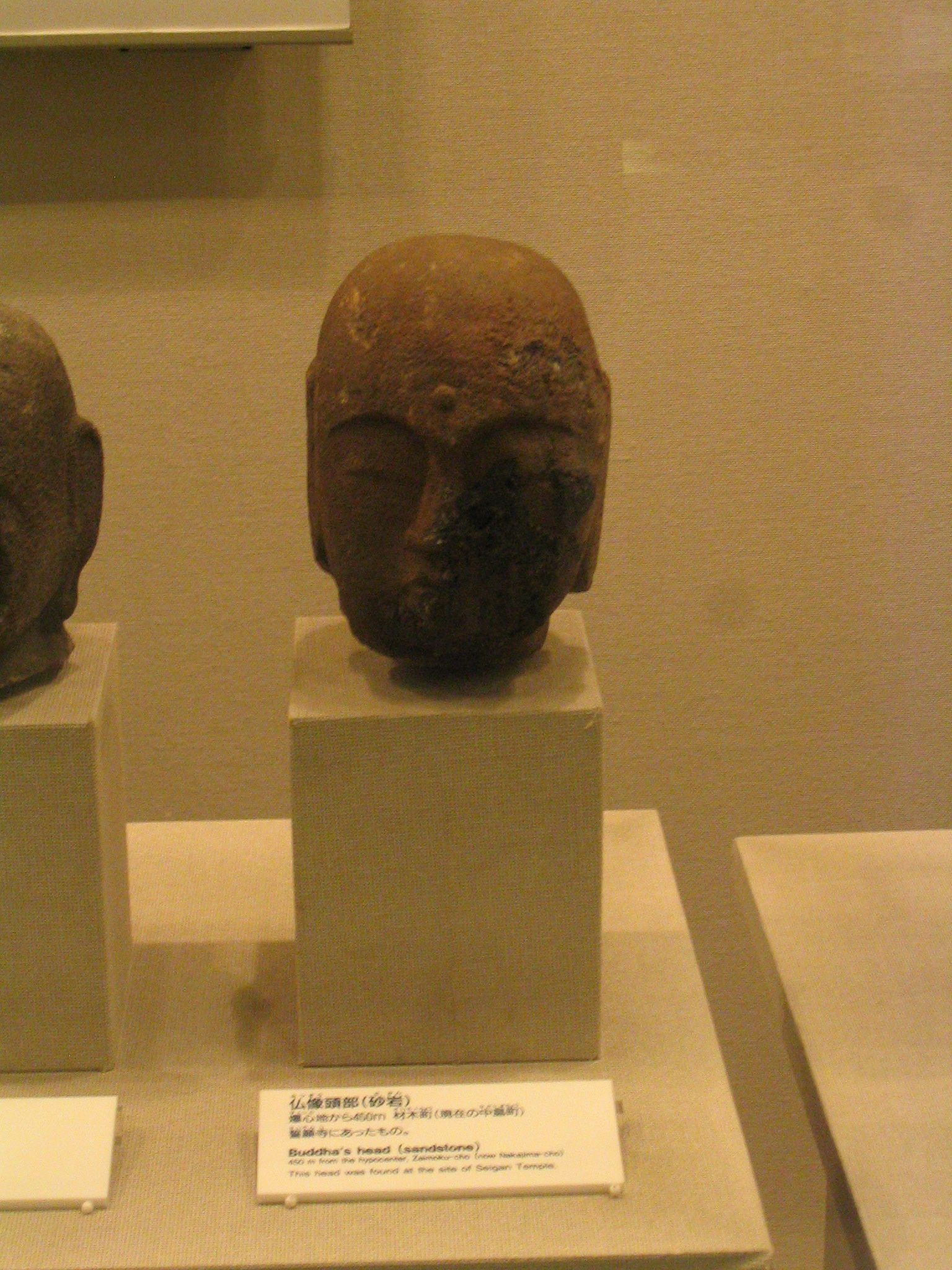
誓願寺の遺物 - 熱線により表面が焼けただれた石仏の頭部（平和記念資料館蔵）。

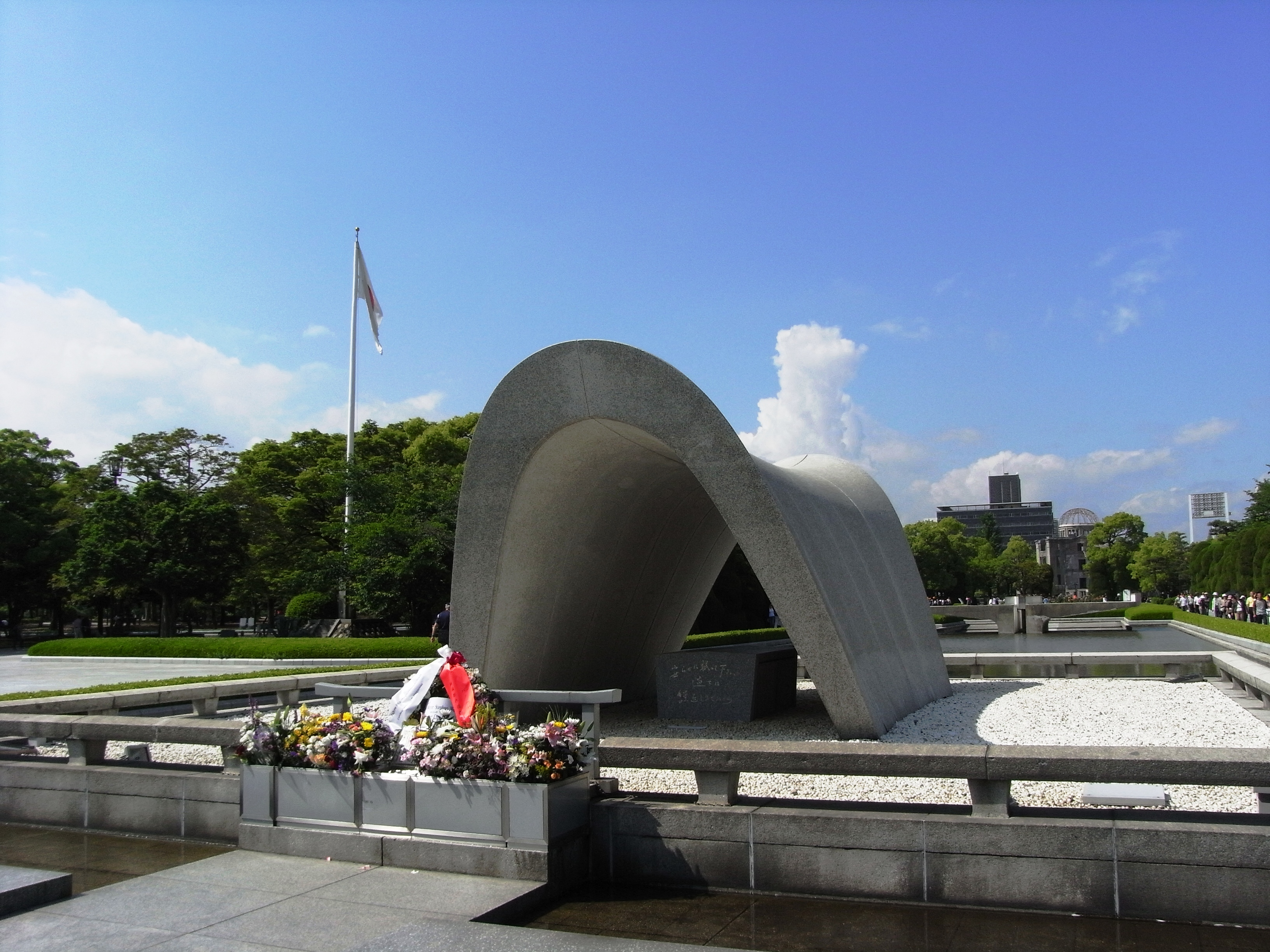
原爆死没者慰霊碑 - この北側（写真の上手）付近に映画館「昭和シネマ」（世界館）が所在。

原爆の子の像 - この近辺がかつての三井生命広島支店の敷地。

### 商店街
- 中島本通商店街（旧中島本町） - 旧西国街道以来の古い道で、鉤状に屈曲してこの地区を横断し東は元安橋西詰から西は本川橋東詰まで。橋を渡ると東は本通商店街、西は堺町・土橋の商店街に接続していた（1915年建設の広島県産業奨励館は元安橋を渡ってつながる本通のルートよりやや北側の元安川沿い（旧猿楽町 / 現・大手町一丁目）に位置する）。中島本通自体は現在も公園内の街路として存在している。
- 中島集産場・勧商場（旧中島本町） - 集産場は1882年広島最初の盛り場として開かれ、勧商場は1892年慈仙寺鼻の入り口に開かれた。この界隈では中島本通につぐ商店街・歓楽街だった。

### 寺社
藩政時代以来の歴史を持つ名刹が多く所在するこの界隈は「中寺町」とも呼ばれていた。
- 誓願寺（旧材木町） - 浄土宗西山深草派。1580年毛利輝元により開基された古刹で、国泰寺、本願寺広島別院と共に広島の三大伽藍に数えられた広島市内では最大規模の寺院[3]。現在の平和記念資料館西館南側付近に位置しており（前掲、被爆前の模型写真では南側（手前）のやや広い空き地がこの寺の境内である）、戦前の広島市民は大きなものの喩えとして「誓願寺の山門」（高さ12.7m、幅9m）[4][5]に言及したといわれる。境内の鎮守社である厳島大明神でも知られ、境内のひょうたん池（前掲、被爆前の模型写真では南側（手前）中央右に見える池 - 現在の噴水池「祈りの泉」付近にあたる）に厳島神社大鳥居を模した両部鳥居を擁し、管弦祭が厳島神社と同じ旧暦6月17日に行われていた[6]。境内に「無得幼稚園」を経営していたが、被爆直前の1945年春に閉園した[4]。戦後は同じ中島町内の平和公園区域外の仮本堂へ移転ののち、1963年に三滝本町（西区）へ移転。
- 慈仙寺（旧中島本町） - 浄土宗西山禅林寺派。福島正則時代に高田郡吉田町から移転して開かれた。旧中島本町のデルタの先端の古称「慈仙寺鼻」はこの古刹に由来する。現在は崩壊した墓石（広島藩御年寄・岡本宮内の墓）と五輪石のみを残す寺の跡地は周囲より若干低くなっているが、これは被爆当時の地面であり、戦後の公園建設のさい盛り土がなされたことを示している。戦後は平和公園区域外へ移転ののち、1973年に江波二本松（中区）へ移転[7]。
- 浄圓寺（旧材木町） -  浄土真宗本願寺派。戦後は同じ中島町内の平和公園区域外に移転[8]。
- 傳福寺（旧材木町） -  曹洞宗。本尊の文殊菩薩坐像は1614年の造像で、被爆直前の8月4日の施食会のために当時の住職が境内の防空壕に避難させていたため焼失を免れ[9]、像の膝裏に打ち付けてあった墨書の軸から造像年月日が明らかなことから1987年に「木造菩薩坐像」として広島市の指定有形文化財に指定され現存する[10]。戦後は1951年に昭和町（中区）へ移転[9]。
- 妙法寺（旧材木町） -  日蓮宗。福島正則時代に開基。境内の鎮守社であるかさもり大明神（瘡守大明神）が花柳界を中心に信仰を集め知られており、寺の前を東西に抜ける通りも「かさもり小路」と呼ばれていた[11][12][13]。戦後は平和公園区域外へ移転ののち、1972年に千田町（中区）へ移転。
- 淨寶寺（旧中島本町） - 浄土真宗本願寺派。毛利氏時代に高田郡吉田より移転して開かれた。現在の原爆慰霊碑の西側に位置しており、管弦楽団結成など市民の文化活動の拠点として知られた。戦後は1951年に元安川対岸の大手町（中区）へ移転[14]。
- 天満神社（旧天神町南組） - 広島築城により高田郡吉田より移転して開かれ、「天神町」の名の由来となった。天神町域の最南端に位置した。原爆により焼失の後、現在の中島土谷クリニックの敷地隅に小祠として再建されており、被爆した標柱や狛犬も境内に現存している。
- 持明院（旧木挽町） - 真言宗大覚寺派。1593年に開基。境内の鎮守社である金毘羅大権現・歓喜天で知られた。戦後は1967年に戸坂千足（東区）へ移転。建物疎開作業中に被爆し全滅した広島市立高女関係者の遺骨を被爆後の再興中に当時の住職が境内より発見し安置供養した縁で1951年に境内へ同校原爆遺族会により追悼碑が建立されたほか、現在の本尊の聖観世音菩薩像も同校原爆遺族会より寄進されたものである[15]。また移転後の現在の境内に、天保年間に寄進され被爆した手水鉢が残る。
- 西福院（旧木挽町～中島新町） - 真言宗御室派。1593年に開基。浅野長晟広島入府の際に和歌山城内より遷座した淡島明神を境内に祀り「淡島大明神芸州総社」と称された。戦後は1968年に己斐西町（西区）へ移転。

### 娯楽施設
- 世界館（映画館 / 旧中島本町） - 1885年に中島集産場に開かれた寄席「胡子座」を衣替えし、1910年広島最初の映画常設館となった。1927年、洋画専門の「昭和シネマ」に改称（被爆時の名称は「五色劇場」）。現在の原爆慰霊碑の北側に位置していた。

### 商業・金融施設
- 森永食糧工業広島支店（旧元柳町） - 元は明治時代に建設された廣島銀行[16]本店である。1920年（大正9年）、この銀行を含む6行が統合され藝備銀行が設立されると同行の本店となるが、これが1927年（昭和2年）紙屋町の新店舗へ移転した後は、ひとのみち教団広島支部を経て最終的には森永製菓（被爆時には森永食糧工業）の支店となっていた。
- 日本簡易火災保険広島支店（旧中島本町） - 1936年建設で、広島の損害保険会社としては初めての鉄筋コンクリート造の建物だった。
- 興業銀行広島支店（旧中島本町） - 1939年には紙屋町交差点西南に移転。
- 三井生命保険広島支店（旧中島本町） - 赤レンガ2階建てで元は山口銀行[17]広島支店の建物。現在の「原爆の子の像」南側に位置していた。
- 藤井商事（旧中島本町） - 貿易商社。1938年、住友銀行広島支店の本通移転に際しその社屋（1899年建設）を買収したもの。藤井順一社長が日本棋院広島支部長であった関係から、原爆投下直前の広島で行われた本因坊戦第一局は社屋に隣接する藤井家の別宅で行われた（第二局以降は郊外の佐伯郡五日市町に場所を移して行われ、ここで原爆に被災したが被害軽微だったためそのまま続行された。しかし広島に残り原爆に被災した藤井社長（支部長）以下は全滅した。詳細は当該項目参照）。戦後はガレージ業に転じた。

### 旅館・宿舎
- 天城旅館（旧天神町北組） - 1874年創業。元安川に面し1000坪以上の敷地に木造3階（地下1階）建て、60以上の部屋をもつ壮大な旅館で、現在の平和記念資料館東館の北東に位置していた。被爆当時は軍用旅館になっていた。戦後は中区上幟町に移転し料亭となった。
- 吉川旅館（旧中島本町） - 吉川晃司の祖父母が営んでいた旅館である。相生橋そばの木造3階の壮大な建物で現在の原爆ドームのほぼ対岸に位置していた。原爆投下の1ヶ月前に吉川の祖母は疎開のため船本家に旅館を売却した[18]が、新たな所有者の舩本一家は被爆し、買主の舩本治郎一は1947年5月29日に放射線障害と思われる症状により、被爆時の従業員赤松アキは被爆当日に死去した。このため旧中島本町の復元地図には吉川旅館（舟本家）と記されている。

### 橋梁
- 新橋（旧天神町） - 元安川をはさんで対岸の大手町四丁目（当時の町名で現・同町二丁目内）に向かって架けられていた橋（現在の平和大橋よりやや上流に位置）で、この橋を境に天神町は北組・南組に分けられていた。1918年に架け替えられた木造橋が1943年の洪水で破損したため、やや下流（現平和大橋とほぼ同じ位置）に新たな橋を架け替える工事が行われたが、その竣工直前に被爆し新旧いずれの橋も落橋した。
- 新大橋（旧中島新町） - 1878年、本川をはさんで対岸の西地方町（現・河原町）に向かって新たに架けられた（現在の西平和大橋とほぼ同じ位置）。当初は木造であったが1922年にRC造橋として架け替えられ原爆被災に至った（こうの史代の漫画作品「夕凪の街」にヒロインが「川にぎっしり浮いた死体」を目撃した橋として登場する）。1945年9月の枕崎台風で落橋した。

## 交通

### 鉄道
- 広島電鉄
  - 本線
    - 江波・広島駅・広島港・宮島口行き
      - 原爆ドーム前電停（被爆当時の名称は相生橋電停）
      - 本川町電停
      - 土橋電停

  - 宇品線
    - 広島駅・横川駅・広島港・西広島行き
    - 江波・広島駅・横川駅・広島港・西広島行き
      - 袋町電停
      - 中電前電停

### バス
- 平和記念公園バス停
- 原爆ドーム前バス停

## 人口
2018年6月末の人口は664人、世帯数は347世帯。

## 関連資料
- 『広島県の地名』（日本歴史地名大系 第35巻） 平凡社、1982年
- 『角川日本地名大辞典 第34巻：広島県』 角川書店、1987年　ISBN 4040013409
- 志水清（編） 『原爆爆心地』 日本放送出版協会、1969年
  - 1960年代の「爆心地復元調査」の記録。
- 朝日新聞広島支局 『爆心：中島の生と死』 朝日新聞社、1986年　ISBN 4022555696
- 長船友則 『広電が走る街 今昔』 JTBパブリッシング、2005年　ISBN 4533059864
- 原爆遺跡保存運動懇談会 『広島 爆心地 中島』 新日本出版社、2006年　ISBN 4406033068
- 山下和也・井手三千男・叶真幹 『ヒロシマをさがそう：原爆を見た建物』 西田書店、2006年　ISBN 488866434X